# Герб Рославля
Герб города Ро́славля — административного центра Рославльского района Смоленской области Российской Федерации.

## Описание герба и его символики
Герб Рославля был Высочайше утверждён 10 октября 1780 года императрицей Екатериной II вместе с другими гербами городов Смоленского наместничества (ПСЗ, 1780, Закон № 15072).
В Докладе Сената было записано, что «… за правило поставлено, чтобы во всяком гербе Смоленского Наместничества в щите была часть из герба Смоленского наместничества, по примеру прежде уже опробованных гербов».
Герб Смоленска утверждённый, вместе с гербами Смоленского наместничества имел следующее описание: в серебряном поле на зелёной земле пушка с сидящей на ней райской птицей.
В соответствии с Законом № 15072 подлинное описание герба города Рославля гласило:

«Два золотые улья въ голубомъ полѣ; въ знакъ изобилія медомъ».

## История герба
В 1775 году Рославль указом Екатерины II получил статус уездного города Рославльского уезда Смоленского наместничества.
Герб Рославля был Высочайше утверждён 10 октября 1780 года, вместе с другими городами Смоленского наместничества.

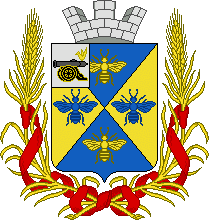
Герб города (1863)

В 1863 году, в период геральдической реформы Кёне, был разработан проект нового герба Рославля (официально не утверждён):
«Щит скошенный, рассечённый на 4 части лазурью и золотом, обремененными 4 пчелами с переменой металла и финифти, в вольной части герб Смоленской губернии; щит увенчан стенчатой короной и окружен золотыми колосями, соединенными Александровской лентой».
В 1929 году Рославль стал административным центром Рославльского округа, который включал 11 сельских районов. Через год, в 1930 году, статус города был изменён в связи с упразднением административно-территориального деления. Теперь Рославль стал центром сельского района Западный (со временем изменившего название на Смоленскую область).
В советское время выпускались сувенирные значки с историческим гербом Рославля (с произвольной расцветкой).